# 殺人之門
《殺人之門》是日本作家東野圭吾的長篇推理小說。2003年由角川書店發行了單行本，2006年發行文庫本。
本作探討的是殺人之「殺」與「不殺」的那個瞬間，界限在哪裡？殺人前有動機的醞釀，而臨界點究竟如何突破，才能促使人跨越那道殺人的門檻。

## 出版書籍
| 出版社       | 出版日期      | 格式   | 頁數  | ISBN                   | 譯者   |
| ------------ | ------------- | ------ | ----- | ---------------------- | ------ |
| 角川書店     | 2003年8月1日  | 單行本 | 442頁 | ISBN 978-4-04-873487-5 | 不適用 |
| 商周出版社   | 2005年9月12日 | 平裝書 | 528頁 | ISBN 978-986-124-474-7 | 張智淵 |
| 角川書店     | 2006年6月1日  | 文庫本 | 617頁 | ISBN 978-4-04-371804-7 | 不適用 |
| 獨步文化     | 2006年10月4日 | 平裝書 | 528頁 | ISBN 978-986-695-404-7 | 張智淵 |
| 南海出版公司 | 2011年4月1日  | 平裝書 | 413頁 | ISBN 978-754-425125-9  | 張智淵 |

## 書籍評價
- 2004年 「這本推理小說真厲害！」　第18名[1]

## 故事簡介
父親是牙醫師，家境富裕的和幸家中甚至有傭人照顧老祖母的生活起居。收到23封詛咒明信片的他沒有理會，但日後卻接連著家中發生不幸，父親沉迷酒家女而散盡家財，最後父母親離異，生活窘困。
國中被同學霸凌的和幸，首度燃起殺人念頭並且付諸計畫執行，可是到了關口還是退縮了……进入社會工作的他，一次又一次被小學同學倉持修說服進入傳銷行業，結婚後仍然逃不開噩運連連，當充滿惡意的真相大白之後，和幸是否真的能跨越那道殺人之門呢？

## 登場人物
田島 和幸（Tashima Kazuyuki）
父亲是牙醫，家裡有傭人，被小學同學認定為大少爺。
收到23張詛咒的明信片後，沒有將明信片再傳遞下去，接著發生一連串的不幸。
田島 健介（Tashima Kensuke）
和幸的父親，是個牙醫師，後來迷上酒家女志摩子到傾家蕩產的地步。
田島 峰子（Tashima Mineko）
和幸的母親，和幸小學六年級與健介離婚離開家庭。
祖母（小說中沒有提及姓名）
和幸的奶奶，總會偷偷塞零用錢給和幸，剛滿七十歲時逝世，隨後有謠言是被毒殺而非壽終正寢。
富惠（Tomie）
照顧和幸的奶奶之傭人，和幸稱她「小富」（日文原作「トミさん」，Tomi San），與田島健介有染。
春阿姨（Haru San）
和幸的奶奶去世後，取代富惠照顧和幸生活起居的傭人，和幸稱她「春阿姨」（日文原作「ハルさん」，Haru San）。
倉持 修（Kuramochi Osamu）
和幸小學五年級的同班同學，家中賣豆腐，小大人一個，思想比同年紀孩童更奇特。
熱衷快速賺錢的行業，從小學到結婚，總會說服和幸放棄苦力的工作，一起參與報酬率更高的行業。
佐倉 岸（Sakuru Kishi）
與人下五子棋賺錢之人，倉持修稱他「岸伯伯」。
志摩子（shimako）
田島健介迷上的酒店小姐，有個職業為酒保的男朋友。
木原 雅輝（Kihara Masaki）
和幸的國中同班同學；第一個交到的朋友，對和幸的轉學真心感到依依不捨。
加藤（Katō）
和幸就讀的第二間國中之同班同學，常帶頭霸凌和幸。
江尻 陽子（Eziri Youko）
和幸就讀高工時期在公營游泳池的販賣部打工，同時間一起打工的女孩；是和幸暗戀的對象。
小杉（Sugi Kun）
製造重機械公司的員工，與和幸同住一間宿舍，和幸都稱他「小杉」。
奈緒子（Naoko）
小杉的女朋友；江尻陽子的高職同班同學。
藤田（Huzita）
製造重機械公司的員工，比和幸年長三歲的前輩，沒來由的經常耍花招害和幸工作出錯。
津村 香苗（Tsumura Kanae）
奈緒子的高職同學，和幸經由聯誼認識並第一次發生性關係的女人。
上原 由希子（Uehara Yukiko）
在東西商事工作間接認識的人，和幸心儀的對象但後來嫁給倉持，促合關口美晴與和幸成一對。
關口 美晴（Sekikuchi Miharu）
上原由希子的高中同學，後來成為和幸的妻子。
◎參考來源◎